# 精霊風

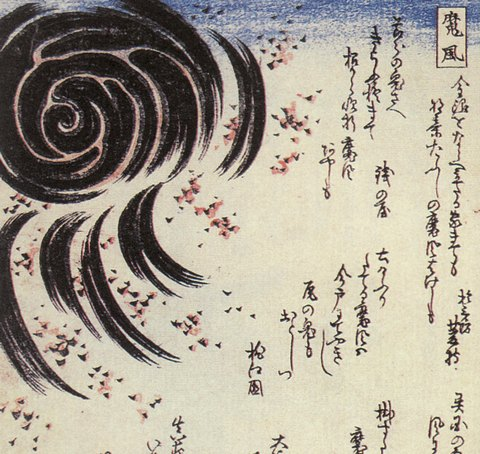
竜斎閑人正澄画『狂歌百物語』より「魔風」

精霊風（しょうろうかぜ）は、長崎県の五島地方に伝わる妖怪、伝承。

## 概要
単なる風であり実体は無いが、この風に当たると急病になったり倒れてしまうなどの災厄が降りかかるという。
盆の十六日の朝に吹くと言われ、死人の霊をこの風が運ぶために不幸なことが起こると言い、五島ではこれを避けるため、盆の十六日には決して墓や墓道に行かないという風習がある。
名称の精霊はアニミズムや西洋の神秘主義などの精霊（せいれい）ではなく、仏教用語での死者の霊を意味する精霊（しょうろう）を意味しており、盆時期に先祖の霊とともに無縁仏も現世に現れ、そうした霊が突然の発熱や悪寒などの原因と考えられたことに由来する。また、この時期は夏バテを起こしやすいことが、病気をもたらす風の伝承につながったとする見方もある。
同じ長崎の壱岐島においても病気を風の仕業とみなす民間信仰があり、墓地などで死者が憑くものを死霊風、生者の怨みが憑くものを生霊風といい、後者の場合は胸の苦痛などをもたらすという。
このように、悪霊の類が吹かせて人間に害を及ぼすという魔性の風を魔風（まふう）と呼び、同様に魔風とされるものは、日本三大局地風にも数えられる日本海沿岸の清川ダシ、愛媛県のヤマジ、三重県桑名市の一目連など、日本各地に見られる。季節の気象条件と地域独特の地形がもたらす局所的な突風が、こうした魔風の民間信仰の由来となっていると考えられている。